# Augochlora erubescens
Augochlora erubescens är en biart som beskrevs av Cockerell 1923. Augochlora erubescens ingår i släktet Augochlora och familjen vägbin. Inga underarter finns listade.